# 达氏红鳍鲌
达氏鲌（学名：Chanodichthys dabryi）为輻鰭魚綱鯉形目鯝科紅鰭鲌属的鱼类，俗名青稍。在中国，分布于黑龙江、辽河、黄河、长江、珠江水系分布于漓江、东江等，本魚側線完全，背部深灰色，身體及腹部銀白色，背鰭軟條7枚，臀鰭軟條25-26枚，體長可達53.1公分，一般生活于多栖居于静水湖泊。该物种的模式产地在长江。

## 亚种
- 达氏紅鰭鲌指名亚种（学名：Chanodichthys dabryi dabryi），Bleeker于1871年命名，是中国的特有物种。分布于黑龙江到珠江等。该物种的模式产地在长江。[3]
- 兴凯紅鰭鲌（学名：Chanodichthys dabryi shinkainensis），Yih et Chu于1959年命名，俗名骷髅鱼。在中国，分布于兴凯湖等。该物种的模式产地在兴凯湖。[4]